# Nebulosa Stingray
La nebulosa Stingray (Mantarraya) es una nebulosa planetaria en la constelación de Ara, el altar, distante unos 18 000 años luz de la Tierra. Formalmente es conocida como Hen 3-1357. Es la nebulosa más joven que se conoce, pues su estrella central empezó a iluminar el gas hace 36 años. En 1971 estaba clasificada como una estrella supergigante azul de tipo B1, pero en 1989 el IUE descubrió que se había transformado en una nebulosa planetaria. La nebulosa es unas 130 veces más grande que nuestro sistema solar, pero su tamaño es tan sólo una décima parte del de otras nebulosas planetarias conocidas.
La imagen obtenida con el telescopio espacial Hubble revela una compleja estructura que incluye un anillo y burbujas de gas. La estrella central aparece rodeada por un anillo de color verde (OIII). Los arcos de color rojo corresponden a NII calentado por la onda de choque del viento estelar de la estrella central. La luz roja del hidrógeno (H-beta) se ha representado en azul.
En 1995 se observó que la estrella central estaba evolucionando rápidamente hacia una enana blanca de tipo DA, habiendo disminuido su brillo por un factor de 3 entre 1987 y 1995. Tiene una estrella acompañante a 0,3 arcsec de separación angular, con la que forma un sistema binario. Se estima que la masa de la estrella central es de 0,6 masas solares y que la masa de la nebulosa es de 0,015 masas solares.

## Historia
Antes del descubrimiento de la nebulosa, la estrella central de la Nebulosa Stingray era conocida como Hen 3-1357, que Karl Gordon Henize había clasificado como una estrella de línea de emisión A o B tipo Hα en 1967. Se observó en 1971 que era una nebulosa pre-planetaria (en inglés, Protoplanetary nebula o PPNe) cuando parecía ser una estrella supergigante B1 de rama asintótica gigante (en inglés, Asymptotic giant branch o AGB). Las líneas de emisión de la Nebulosa planetaria (PN por sus siglas en inglés) fueron identificadas en esta estrella en 1989 por el IUE (Parthasarathy et al. 1993). A medida que la nebulosa se recién formaba y era muy pequeña, las observaciones en tierra no fueron capaces de resolverlo; por lo que Matthew Bobrowsky observó con el Telescopio Espacial Hubble, el descubrimiento de la nebulosa, a la que llamó la "Nebulosa Stingray".

## Núcleo de nebulosa planetaria (PNN)
nota: M ☉ significa masa solar, L ☉ significa luminosidad solar. 
En 1995, el núcleo central de la nebulosa planetaria (en inglés, planetary nebula nucleus o PNN) se observó como una enana blanca de tipo espectral DA, después de haber desaparecido aparentemente por un factor de tres entre 1987 y 1995. El PNN tiene una masa estimada de 0,6 M ☉ , y tiene una estrella compañera observada separada por 0,3 segundos de arco. La masa de la Nebulosa se estima en 0.015 M ☉ .
La luminosidad se estima en 3000 L ☉ . (Parthasarathy 2000)